# Coleophora buettneri
Coleophora buettneri é uma espécie de mariposa do gênero Coleophora pertencente à família Coleophoridae.